# Université de Salerne
L'université de Salerne (en italien, Università degli studi di Salerno, souvent abrégé en UniSa) est une université italienne dont le siège est à Salerne, en Campanie.

## Histoire
Il existait à Salerne, au moins cinquante ans avant 1088, une Ippocratica Schola medica salernitana, plus ancienne donc que l'université de Bologne, et dont la réputation s'étendait à travers l'ensemble du monde occidental.
Les origines de cette faculté de médecine du XIe siècle font de l'université de Salerne l'une des plus anciennes, sinon la plus ancienne, université du monde. La faculté de médecine a néanmoins connu une activité discontinue, ayant même à une époque fermé ses portes, avant d'inaugurer en 2008 de nouveaux locaux.

## Composition de l'université
En 2008, dix facultés et un centre d'enseignement des langues constituent l'offre pédagogique :
- Économie
- Pharmacie
- Droit
- Sciences de l'ingénieur
- Lettres et Philosophie
- Langues et Littératures étrangères
- Médecine et Chirurgie
- Sciences de l'éducation
- Sciences mathématiques, physiques et naturelles
- Sciences politiques

## Personnel enseignant
- Angela Putino (1946-2007), philosophe féministe napolitaine